# Llista de persones amb cràters de la Lluna anomenats en el seu honor
A continuació es mostra una llista de persones que es van donar els seus noms a cràters de la Lluna. La llista de noms aprovats al Gazetteer of Planetary Nomenclature mantingut per la Unió Astronòmica Internacional inclou la persona a qui es fa referència al cràter.
- Top
- 0–9
- A
- B
- C
- D
- E
- F
- G
- H
- I
- J
- K
- L
- M
- N
- O
- P
- Q
- R
- S
- T
- U
- V
- W
- X
- Y
- Z

## A
- Ernst Karl Abbe
- Charles Greeley Abbot
- Niels Henrik Abel
- Antonio Abetti
- Giorgio Abetti
- Abu Abdullah al-Bakri
- Abū al-Wafā' al-Būzjānī
- Charles Hitchcock Adams
- John Couch Adams
- Walter Sydney Adams
- Agatharchides
- Agrippa
- Pierre d'Ailly
- George Biddell Airy
- Robert Grant Aitken
- Ajima Naonobu
- Harold Alden
- Kurt Alder
- Buzz Aldrin
- Nikolai Alekhin
- Alexandre el Gran
- Alfons X de Castella
- Alfraganus
- Dinsmore Alter
- Florentino Ameghino
- Giovanni Battista Amici
- Ammonius Saccas
- Guillaume Amontons
- Roald Amundsen
- Anaxàgores de Clazòmenes
- Anaximandre de Milet
- Anaxímenes de Milet
- Karel Anděl
- William Anders
- John August Anderson
- Leif Erland Andersson
- Aleksandr Andrónov
- Anders Jonas Ångström
- Ansgar
- Eugène Michel Antoniadi
- Dmitry Nikolayevich Anuchin
- Jean Baptiste Bourguignon d'Anville
- Petrus Apianus
- Apol·loni de Perge
- Edward Victor Appleton
- François Arago
- Arat
- Arquimedes de Siracusa
- Arquites de Tàrent
- Friedrich Wilhelm Argelander
- Aristarc de Samos
- Arístil·los
- Aristòtil
- Franciszek Armiński
- Neil Armstrong
- Christoph Arnold
- Svante Arrhenius
- Lev Artsimovich
- Aryabhata
- Arzachel
- Goryu Asada
- Giuseppe Asclepi
- Joseph Ashbrook
- Francis William Aston
- George Atwood
- Autòlic de Pítana
- Arthur Auwers
- Adrien Auzout
- Oswald Avery
- Avicenna

## B
- Walter Baade
- Georgi Babakin
- Charles Babbage
- Harold D. Babcock
- Ernst Emil Alexander Back
- Oskar Backlund
- Roger Bacon
- Benjamin Baillaud
- Jean Sylvain Bailly
- Francis Baily
- Ibn Bajjah
- Aleksei Balandin
- Vasco Núñez de Balboa
- Fernand Baldet
- William Ball
- Johann Jakob Balmer
- Tadeusz Banachiewicz
- Wilder Dwight Bancroft
- Frederick Banting
- Charles Glover Barkla
- Edward Emerson Barnard
- Francesco Barozzi
- Daniel Barringer
- Muhammad ibn Jābir al-Harrānī al-Battānī
- Ibn Battuta
- Johann Bayer
- Antonín Bečvář
- Wilhelm Beer
- Torbern Bergman
- Friedrich Wilhelm Bessel
- Nur Ed-Din Al Betrugi
- Giuseppe Biancani
- Francesco Bianchini - Cràter Bianchini al nord de Sinus Iridium
- Giovanni Bianchini - Cràter de Blanchinus - Hemisferi sud
- Wilhelm von Biela
- Jacques de Billy
- Hiram Bingham III
- Abū Rayhān al-Bīrūnī
- Mary Adela Blagg
- Étienne Bobillier
- Johann Elert Bode
- Niels Bohr
- Priscilla Fairfield Bok
- János Bolyai
- George Phillips Bond - nomenat pel cràter G. Bond
- Aimé Bonpland
- Émile Borel
- Roger Joseph Boscovich (o Rudjer Bošković)
- Ira S. Bowen
- Frederick Sumner Brackett
- Tycho Brahe
- Edward William Brayley
- Sir David Brewster
- Catherine Wolfe Bruce
- Giordano Bruno
- Henri Buisson
- Johann Tobias Bürg
- Joost Bürgi
- Sherburne Wesley Burnham
- Richard Evelyn Byrd

## C
- Santiago Ramón y Cajal
- Calippus
- Robert Curry Cameron
- Campanus de Novara
- Annie Jump Cannon
- Francesco Capuano di Manfredonia
- Francesco Carlini
- Paolo Casati
- Miguel A. Catalán
- Saint Catherine of Alexandria
- Augustin Louis Cauchy
- Bonaventura Cavalieri
- Henry Cavendish
- Arthur Cayley
- Anders Celsius
- Jean Chacornac
- James Challis
- Sergei Chaplygin
- Pafnuty Chebyshev
- Temple Chevallier
- Franceso degli Stabili Cichus
- Rudolf Clausius
- Christopher Clavius
- Cleostratus
- Agnes Mary Clerke
- William Coblentz
- Edward Uhler Condon
- Marquis de Condorcet
- Conon of Samos
- Nicolau Copèrnic
- Gerty Theresa Cori
- Cristóbal Acosta
- Andrew Crommelin
- Peter Crüger
- Ctesibi d'Alexandria
- Pierre Curie

## D
- Louis Daguerre
- Reginald A. Daly
- John Frederick Daniell
- Heinrich Louis d'Arrest
- Maurice Darney
- Charles Darwin
- Gabriel Auguste Daubrée
- Humphry Davy
- William Rutter Dawes
- Jean Baptiste Joseph Delambre
- Charles-Eugène Delaunay
- Joseph-Nicolas Delisle
- William Frederick Denning
- Rene Descartes
- Jules Alfred Pierrot Deseilligny
- Henri-Alexandre Deslandres
- Dénis Diderot
- Dionís l'Areopagita
- Diofant d'Alexandria
- Peter Gustav Lejeune Dirichlet
- John Dollond
- Giovanni Battista Donati
- Johann Gabriel Doppelmayr
- Henry Draper
- John Louis Emil Dreyer
- Hugh Latimer Dryden
- Dmitri I. Dubiago
- Aleksandr D. Dubiago
- Richard Dunthorne
- Wladyslaw Dziewulski

## E
- Amelia Earhart (provisional)
- Thomas Edison
- Hans Egede
- Albert Einstein
- Thomas Gwyn Elger
- Mervyn A. Ellison
- Johann Franz Encke
- Epigenes
- Eratòstenes
- Joseph Erlanger
- Luis Enrique Erro
- Ernest Esclangon
- T. H. E. C. Espin
- Euclides
- Euctemon
- Èudox de Cnidos
- Leonhard Euler
- Abraham ibn Ezra

## F
- Daniel Gabriel Fahrenheit
- Michael Faraday
- Ahmad ibn Muhammad ibn Kathīr al-Farghānī
- Hervé Faye
- Enrico Fermi
- Jean Fernel
- Abbas Ibn Firnas
- Lucius Taruntius Firmanus
- Camille Flammarion
- John Flamsteed
- Alexander Fleming
- Williamina Paton Stevens Fleming
- Philip Fox
- Girolamo Fracastoro
- Fra Mauro
- James Franck

## G
- Vasco da Gama
- Iuri Gagarin
- Claudius Galen
- Galileo Galilei
- Johann Gottfried Galle
- Évariste Galois
- Luigi Galvani
- Irvine Clifton Gardner
- Annibale de Gasparis
- Pierre Gassendi
- Casimir Marie Gaudibert
- Luca Gaurico
- Carl Friedrich Gauss
- Joseph Louis Gay-Lussac
- Hans Geiger
- Guersònides
- Josiah Willard Gibbs
- Friedrich Karl Ginzel
- Flavio Gioja
- Rudolf Goclenius, Jr.
- Louis Godin
- Camillo Golgi
- Benjamin A. Gould
- Ivan Grave
- George Green
- James Gregory
- William Robert Grove
- Otto von Guericke
- John Guest
- Charles Édouard Guillaume
- Colin Stanley Gum
- Arnold Henry Guyot
- Hugo Gyldén

## H
- Wilhelm Karl von Haidinger
- Paul Hainzel
- Tadeáš Hájek
- J.B.S. Haldane
- George Ellery Hale
- Asaph Hall
- Edmond Halley
- Peter Andreas Hansen
- Spiru Haret
- Frederick James Hargreaves
- Harkhebi
- Ernst Hartwig
- Ibn al-Haytham
- Hecataeus
- Oliver Heaviside
- Gottfried Heinsius
- Hermann von Helmholtz
- Joseph Henry
- Paul Henry and Prosper Henry
- Pierre Hérigone
- Charles Hermite
- Heró d'Alexandria, o Hero
- Caroline Herschel - nomenat per al cràter C. Herschel
- John Herschel - nomenat per al cràter J. Herschel
- William Herschel - nomenat per al cràter Herschel
- Heinrich Hertz
- Hesiod
- Jaroslav Heyrovský
- David Hilbert
- George William Hill
- John Russell Hind
- Hippalus
- Hiparc de Nicea
- Edward Singleton Holden
- Robert Hooke
- Peder Horrebow
- Jeremiah Horrocks
- Martin van den Hove
- Edwin Hubble
- Sir William Huggins
- Thomas Henry Huxley
- Gaius Julius Hyginus
- Hipàcia

## I
- Christian Ludwig Ideler
- Naum Ilyich Idelson
- Nikolai Yakovlevich Il'in — Il'in (cràter)
- Albert Graham Ingalls
- Giovanni Inghirami
- Robert Thorburn Ayton Innes
- Abram Fedorovich Ioffe
- Aleksei Mihailovich Isaev
- Imre Izsak

## J
- Jabir ibn Aflah (Geber)
- Michael Jackson[2]
- Zacharias Jansen
- Karl Jansky
- Pierre Jules César Janssen
- Louise Freeland Jenkins

## K
- Frederick Kaiser
- Theodore von Kármán
- Mstislav Kéldix
- Johannes Kepler
- Omar Khayyám
- Muhammad ibn Mūsā al-Khwārizmī
- Johann Kies
- Arthur Scott King
- Edward Skinner King
- Gottfried Kirch
- Gustav Kirchhoff
- Harold Knox-Shaw
- Rudolf König
- Sofia Kovalevskaya
- M.A. Koval'sky
- Adam Johann Krusenstern
- Gerard Peter Kuiper
- August Kundt
- George K. Kunowsky

## L
- Nicolas Louis de Lacaille
- Heinrich Eduard von Lade
- Joseph Jérôme Le François de Lalande
- Jean-Baptiste Lamarck
- Johann Heinrich Lambert
- Johann von Lamont
- Jonathan Homer Lane
- Michel van Langren
- William Lassell
- Ernest Lawrence
- Robert Henry Lawrence, Jr.
- Henrietta Swan Leavitt
- John Lee, astrònom
- Leó Szilárd
- Nicole-Reine Lepaute
- Jean Antoine Letronne
- Tullio Levi-Civita
- Anders Johan Lexell
- Aloysius Lilius
- Eric Mervyn Lindsay
- Hans Lippershey
- Joseph Johann Littrow
- Joseph Norman Lockyer
- Maurice (Moritz) Loewy
- Oswald Lohse
- Lomosonov
- Augustus Edward Hough Love
- Percival Lowell
- Charles Lyell

## M
- Sir Thomas Maclear
- William Duncan MacMillan
- Johann Heinrich Mädler
- Ferdinand Magellan
- Giovanni Antonio Magini
- Charles Malapert
- Al-Mamun
- Marcus Manilius
- Giovanni Domenico Maraldi
- Giacomo Filippo (Jacques Philippe) Maraldi
- Al-Marrakushi
- Albert Marth
- Julius Firmicus Maternus
- Annie Russell Maunder
- Walter Maunder
- Pierre Louis Maupertuis
- Francesco Maurolico
- Antonia Maury
- James Clerk Maxwell
- Tobias Mayer - T. Mayer crater
- Alexander George McAdie
- Sharon Christa McAuliffe
- William Frederick Meggers
- Lise Meitner
- Gregor Mendel
- Dmitri Mendeléiev
- Menelaus of Alexandria
- Donald Howard Menzel
- Gerardus Mercator
- Marin Mersenne
- Milutin Milanković
- Jacob Milich
- William Allen Miller
- Maria Mitchell
- August Ferdinand Möbius
- Nikolay Moiseyev
- Gaspard Monge
- Pierre Charles Lemonnier
- Abrahão de Moraes
- Nikolai Morozov
- Henry Moseley
- Johan Sigismund von Mösting
- Karl Müller
- Sir Roderick Murchison

## N
- Fridtjof Nansen
- John Napier
- Michael Neander
- Necho II - cràter Necho
- Simon Newcomb
- Isaac Newton
- Friedrich Bernhard Gottfried Nicolai
- Jean Nicholas Nicollet
- Alfred Nobel
- Emmy Noether
- Robert Norman
- Frances "Poppy" Northcutt
- Pedro Nuñez Salaciense
- Joseph Nunn
- František Nušl

## O
- Hermann Oberth
- Marcus O'Day
- Heinrich Olbers
- Friedrich Wilhelm Opelt
- Otto Moritz Opelt
- J. Robert Oppenheimer
- Theodor von Oppolzer
- Oronce Fine
- Wilhelm Ostwald

## P
- Johann Palisa
- Peter Simon Pallas
- Paracelsus
- John Stefanos Paraskevopoulos
- Johann Jacob Friedrich Wilhelm Parrot
- William Edward Parry
- John Whiteside Parsons
- Louis Pasteur
- Wolfgang Pauli
- Robert Peary
- Francis G. Pease
- Bertrand Meigh Peek
- Joseph Barclay Pentland
- Yevgeny Perepyolkin
- Joseph von Petzval
- Georg von Peuerbach (Purbach)
- Philip III of Macedon
- John Phillips
- Philolaus de Croton
- Johannes Phocylides Holwarda (Jan Fokker)
- Giuseppe Piazzi
- Jean-Felix Picard
- Alessandro Piccolomini
- Marc-Auguste Pictet
- Edward Charles Pickering
- William Henry Pickering
- Pietro Pitati
- Bartholomaeus Pitiscus
- Max Planck
- John Playfair
- Plini el Vell (Gaius Secundus)
- Plutarc de Queronea
- Siméon Denis Poisson
- Marco Polo
- Ivan Ivanovich Polzunov
- Jean-Louis Pons
- Johannes (Iovianus) Pontanus, o Giovanni Pontani
- Alexander Stepanovich Popov
- Cyril Popov
- Posidoni
- Procle
- Mary Proctor
- Protàgores
- Ptolemeu
- Pierre Puiseux
- Jan Evangelista Purkyne

## R
- Jesse Ramsden
- Albert William Recht
- Erasmus Reinhold
- Vincentio Reinieri
- Judith Arlene Resnik
- Matteo Ricci
- Klaus Riedel
- George Willis Ritchey
- Carl Ritter
- George August Dietrich Ritter
- Ole Rømer
- James C. Ross
- Frank E. Ross
- Lord Rosse
- Ernest Rutherford
- Graham Ryder

## S
- Paul Sabatier
- Johannes de Sacrobosco
- Vojtěch Šafařík
- Eugen Sänger
- Daniel Santbech
- Alberto Santos Dumont (Santos-Dumont (cràter))
- Vikram Sarabhai
- Gellio Sasceride
- Horace-Bénédict de Saussure
- Samuel Arthur Saunder
- Carl Wilhelm Scheele
- Giovanni Schiaparelli
- Johann Friedrich Julius Schmidt
- Bernhard Schmidt
- Otto Yulyevich Schmidt
- Johann Hieronymus Schröter
- Schomberger
- Theodor von Schubert
- Anton Maria Schyrleus of Rheita
- Angelo Secchi
- Hugo Hans Ritter von Seeliger
- Ján Andrej Segner
- Hugh Sempill
- Seneca the Younger
- Gerolamo Sersale
- Carl Keenan Seyfert
- Shahrukh Khan
- Abraham Sharp
- Anne Sheepshanks
- Shi Shen
- Wacław Sierpiński
- Johann Esaias Silberschlag
- Simon Sinas
- Marie Sklodowska Curie
- Earl Slipher
- Vesto Slipher
- Willebrord Snellius
- Frederick Soddy
- Mary Fairfax Somerville
- Samuel Thomas Sömmering
- Sosígenes d'Alexandria
- South
- Lazzaro Spallanzani
- Gustav Spörer
- Johannes Stadius
- Nicholas Steno
- Andreas Stöberl
- Johannes Stöffler
- George Johnstone Stoney
- Estrabó
- Lewis A. Swift

## T
- Pietro Tacchini
- Tàcit
- André Tacquet
- Taruntius
- Brook Taylor
- Léon Teisserenc de Bort
- Ernst Wilhelm Leberecht Tempel
- Nikola Tesla
- Valentina Tereshkova
- Tales de Milet
- Teetet d'Atenes
- Teó d'Alexandria
- Teó d'Esmirna
- Teofrast
- Timeu de Locres
- Timocharis
- Félix Tisserand
- Konstantin Eduardovich Tsiolkovskiy
- Samuel Tolansky
- Alexey Tolstoy
- Franz de Paula Triesnecker
- Étienne Léopold Trouvelot
- Herbert Hall Turner

## U
- Friedrich August Ukert
- Ulugh Beg

## V
- Jules Verne
- Urbain Le Verrier
- Frank W. Very
- Andreas Vesal
- Vladimir Petrovich Vetchinkin
- Mikhail Anatolevich Vilev
- Leonardo da Vinci
- Rudolf Virchow
- Artturi Ilmari Virtanen
- Marcus P. Vitruvius
- Vincenzo Viviani
- Adriaan Vlacq
- Hermann Carl Vogel
- Vladislav Volkov
- Alessandro Volta
- Vito Volterra
- Leonid Alexandrovich Voskresenskiy

## W
- Joseph Albert Walker
- Alfred Russel Wallace
- Otto Wallach
- Bernhard Walther
- Bernard Wapowski
- Pehr Vilhelm Wargentin
- Michael Wargo
- Worcester Reed Warner
- Alan Tower Waterman
- James Watt
- Chester Burleigh Watts
- Thomas William Webb
- Alfred Wegener
- Edmund Weiss
- H. G. Wells
- William Whewell
- Moritz Ludwig George Wichmann
- Uco van Wijk
- Rupert Wildt
- Hugh Percy Wilkins
- Arthur Stanley Williams
- John Winthrop
- Erazmus Ciolek Witelo
- Friedrich Wöhler
- Max Wolf
- Francis Wollaston
- Johann Philipp von Wurzelbauer

## X
- Xenòfanes de Colofó
- Xenofont

## Y
- Charles T. Yerkes
- Ibn Yunus

## Z
- Franz Xaver von Zach
- Abraham Zacuto (o Zagut)
- Herman Zanstra
- Zenó de Cítion
- Zhang Heng
- Johann Karl Friedrich Zöllner